# Championnats d'Europe d'athlétisme en salle 2023
Navigation
Les 37es Championnats d'Europe d'athlétisme en salle se déroulent du 2 au 5 mars 2023 à Istanbul, en Turquie, au sein de l'Ataköy Athletics Arena.

## Organisation

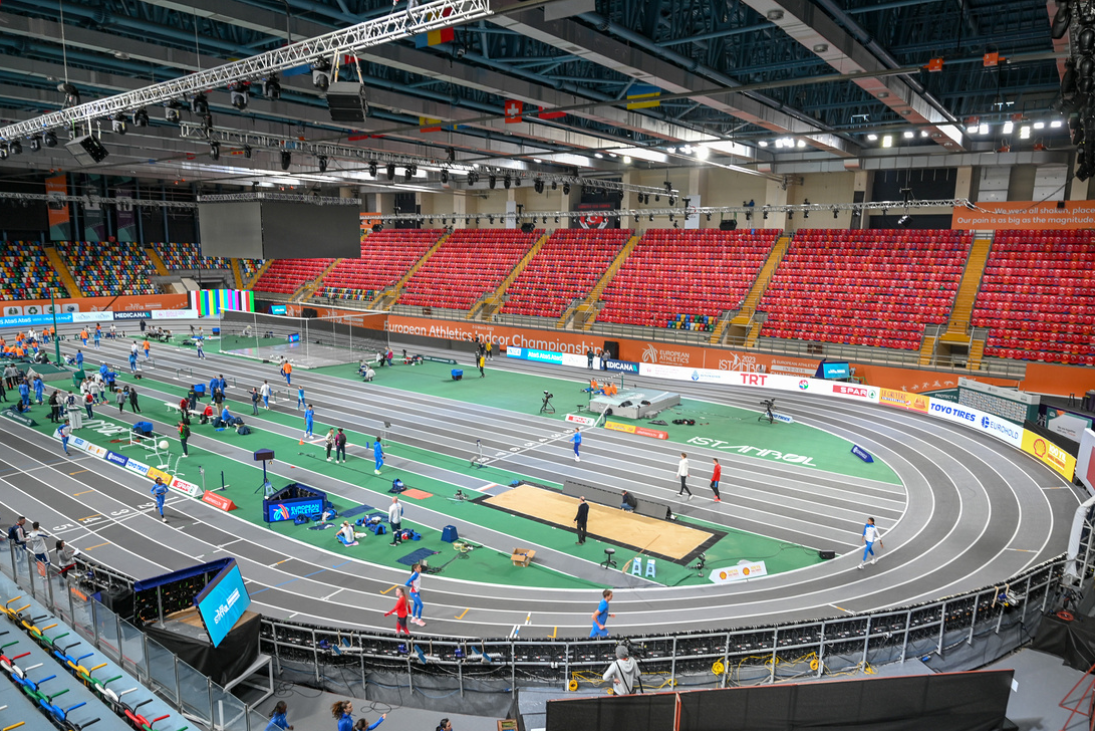
L'Ataköy Athletics Arena en 2023.

### Sélection de la ville hôte
La ville d'Istanbul est désignée ville hôte de ces championnats d'Europe en salle le 11 novembre 2020 par l'Association européenne d'athlétisme au terme de son 160e conseil.
C'est la première fois que la Turquie accueille cet évènement sportif européen. Les championnats du monde en salle 2012 s'étaient déroulés dans cette même salle.

### Site des compétitions
L'Ataköy Athletics Arena, située dans le quartier d'Ataköy du district Bakırköy, à Istanbul, dispose d'une piste ovale de 200 mètres avec six couloirs, une ligne droite de 60 mètres avec huit couloirs, ainsi que les équipements pour les épreuves de lancer du poids, saut en hauteur, saut à la perche, saut en longueur et triple saut. L'enceinte a une capacité de 7 000 places assises.

## Compétition

### Calendrier
Les compétitions se déroulent du 2 au 5 mars 2023.
| Finales | 2 mars | 3 mars                                     | 4 mars                                        | 5 mars                                                                                                 |
| ------- | ------ | ------------------------------------------ | --------------------------------------------- | --- |
| Hommes  | -      | Lancer du poids, triple saut, 1 500 m      | 400 m, 60 m, heptathlon                       | Saut en longueur, saut en hauteur, 4 × 400 m, saut à la perche, heptathlon, 3 000 m, 800 m, 60 m haies |
| Femmes  | -      | 3 000 m, lancer du poids, pentathlon, 60 m | Saut à la perche, triple saut, 1 500 m, 400 m | Saut en hauteur, 4 × 400 m, saut en longueur, 800 m, 60 m haies                                        |

### Faits marquants

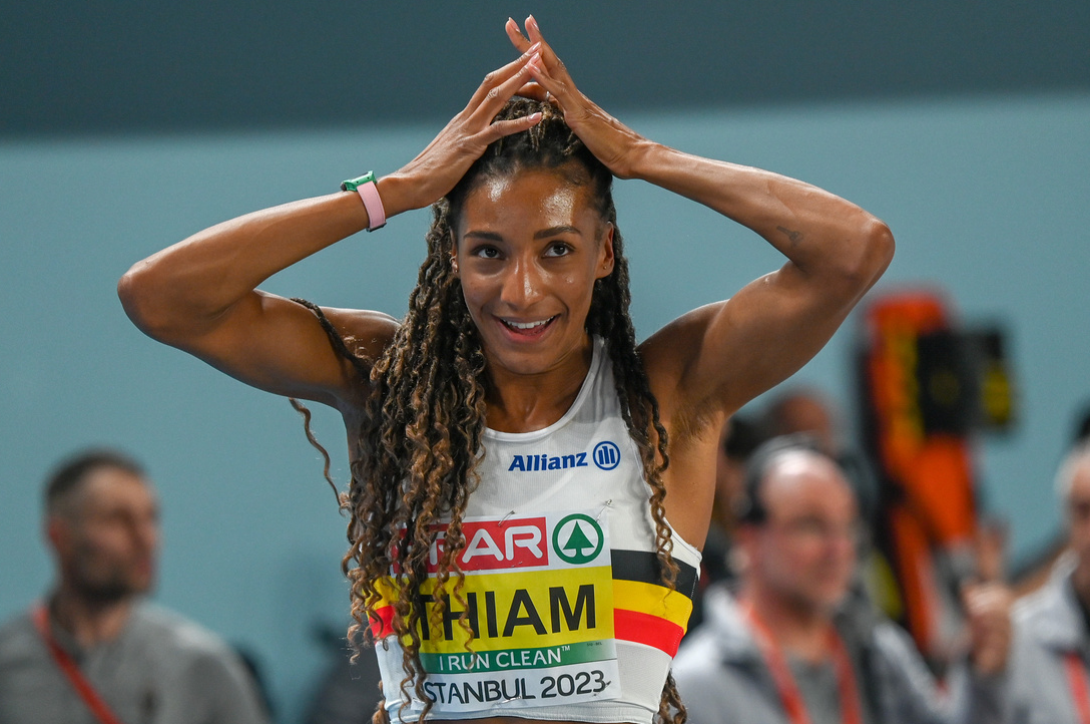
Nafissatou Thiam après son nouveau titre européen en salle et son record du monde du pentathlon.

La Belge Nafissatou Thiam, qui remporte le 3 mars 2023 le titre européen au pentathlon, améliore de 42 points le record du monde détenu depuis 2012 par l'Ukrainienne Nataliya Dobrynska en réalisant 5 055 pts au terme des cinq épreuves. De plus, elle devient avec trois médailles d'or remportées l'athlète féminine la plus titrée dans cette épreuve.
La Néerlandaise Femke Bol réalise le doublé 400 m-4 × 400 m comme à Toruń deux ans plus tôt. La Britannique Keely Hodgkinson conserve son titre du 800 m, tout comme l'Ukrainienne Yaroslava Mahuchikh au saut en hauteur et  la Portugaise Auriol Dongmo au lancer du poids.
Côté masculin, le Norvégien Jakob Ingebrigtsen réalise le doublé 1 500 m-3 000 m comme en 2021, décrochant ainsi sa quatrième et cinquième médaille d'or dans cette compétition. Le Portugais Pedro Pichardo au triple saut, le Grec Miltiádis Tedóglou au saut en longueur et le Français Kevin Mayer à l'heptathlon conservent également leur titre.
Dans l'épreuve du 800 m, l'Espagnol Adrián Ben devance le Français Benjamin Robert de 3/1000 de seconde seulement.

## Podiums

### Hommes
| Épreuves         | Or                                                                                | Argent                                                                                    | Bronze                                                                                       |
| ---------------- | --------------------------------------------------------------------------------- | ----------------------------------------------------------------------------------------- | -------------------------------------------------------------------------------------------- |
| 60 m             | Samuele Ceccarelli 6 s 48                                                         | Marcell Jacobs 6 s 50 (SB)                                                                | Henrik Larsson 6 s 53 (NR)                                                                   |
| 400 m            | Karsten Warholm 45 s 35                                                           | Julien Watrin 45 s 44 (NR)                                                                | Carl Bengtström 45 s 77                                                                      |
| 800 m            | Adrián Ben 1 min 47 s 34 [.335]                                                   | Benjamin Robert 1 min 47 s 34 [.338]                                                      | Eliott Crestan 1 min 47 s 65                                                                 |
| 1 500 m          | Jakob Ingebrigtsen 3 min 33 s 95 (CR)                                             | Neil Gourley 3 min 34 s 23                                                                | Azeddine Habz 3 min 35 s 39                                                                  |
| 3 000 m          | Jakob Ingebrigtsen 7 min 40 s 32 (NR)                                             | Adel Mechaal 7 min 41 s 75 (SB)                                                           | Elzan Bibić 7 min 44 s 03                                                                    |
| 60 m haies       | Jason Joseph 7 s 41 (EL)                                                          | Jakub Szymański 7 s 56                                                                    | Just Kwaou-Mathey 7 s 59                                                                     |
| Relais 4 × 400 m | Belgique Dylan Borlée Alexander Doom Kévin Borlée Julien Watrin 3 min 5 s 83 (SB) | France Gilles Biron Téo Andant Victor Coroller Muhammad Abdallah Kounta 3 min 6 s 52 (SB) | Pays-Bas Isayah Boers Isaya Klein Ikkink Ramsey Angela Liemarvin Bonevacia 3 min 6 s 59 (SB) |
| Saut en hauteur  | Douwe Amels 2,31 m (NR)                                                           | Andriy Protsenko 2,29 m                                                                   | Thomas Carmoy 2,29 m (PB)                                                                    |
| Saut à la perche | Sondre Guttormsen 5,80 m                                                          | Emmanouíl Karalís 5,80 m Piotr Lisek 5,80 m (SB)                                          | —                                                                                            |
| Saut en longueur | Miltiádis Tedóglou 8,30 m                                                         | Thobias Montler 8,19 m (SB)                                                               | Gabriel Bitan 8,00 m                                                                         |
| Triple saut      | Pedro Pichardo 17,60 m (NR)                                                       | Nikólaos Andrikópoulos 16,58 m (SB)                                                       | Max Heß 16,57 m (SB)                                                                         |
| Lancer du poids  | Zane Weir 22,06 m (NR)                                                            | Tomáš Staněk 21,90 m (SB)                                                                 | Roman Kokoshko 21,84 m (NR)                                                                  |
| Heptathlon       | Kevin Mayer 6 348 pts (EL)                                                        | Sander Skotheim 6 318 pts (NR)                                                            | Risto Lillemets 6 079 pts (SB)                                                               |

### Femmes
| Épreuves         | Or                                                                                    | Argent                                                                                       | Bronze                                                                                       |
| ---------------- | ------------------------------------------------------------------------------------- | -------------------------------------------------------------------------------------------- | -------------------------------------------------------------------------------------------- |
| 60 m             | Mujinga Kambundji 7 s 00 (CR)                                                         | Ewa Swoboda 7 s 09 (SB)                                                                      | Daryll Neita 7 s 12                                                                          |
| 400 m            | Femke Bol 49 s 85                                                                     | Lieke Klaver 50 s 57                                                                         | Anna Kiełbasińska 51 s 25 (SB)                                                               |
| 800 m            | Keely Hodgkinson 1 min 58 s 66                                                        | Anita Horvat 2 min 0 s 54                                                                    | Agnès Raharolahy 2 min 0 s 85                                                                |
| 1 500 m          | Laura Muir 4 min 3 s 40                                                               | Claudia Bobocea 4 min 3 s 76 (PB)                                                            | Sofia Ennaoui 4 min 4 s 06 (PB)                                                              |
| 3 000 m          | Hanna Klein 8 min 35 s 87 (PB)                                                        | Konstanze Klosterhalfen 8 min 36 s 50                                                        | Melissa Courtney-Bryant 8 min 41 s 19                                                        |
| 60 m haies       | Reetta Hurske 7 s 79 (NR)                                                             | Nadine Visser 7 s 84 (SB)                                                                    | Ditaji Kambundji 7 s 91                                                                      |
| Relais 4 × 400 m | Pays-Bas Lieke Klaver Eveline Saalberg Cathelijn Peeters Femke Bol 3 min 25 s 66 (CR) | Italie Alice Mangione Ayomide Folorunso Anna Polinari Eleonora Marchiando 3 min 28 s 61 (NR) | Pologne Anna Kiełbasińska Marika Popowicz-Drapała Alicja Wrona Anna Pałys 3 min 29 s 31 (SB) |
| Saut en hauteur  | Yaroslava Mahuchikh 1,98 m                                                            | Britt Weerman 1,96 m (NR)                                                                    | Kateryna Tabashnyk 1,94 m                                                                    |
| Saut à la perche | Wilma Murto 4,80 m (NR)                                                               | Tina Šutej 4,75 m                                                                            | Amálie Švábíková 4,70 m                                                                      |
| Saut en longueur | Jazmin Sawyers 7,00 m (WL)                                                            | Larissa Iapichino 6,97 m (NR)                                                                | Ivana Vuleta 6,91 m                                                                          |
| Triple saut      | Tuğba Danışmaz 14,31 m (NR)                                                           | Dariya Derkach 14,20 m                                                                       | Patrícia Mamona 14,16 m                                                                      |
| Lancer du poids  | Auriol Dongmo 19,76 m (EL)                                                            | Sara Gambetta 18,83 m (SB)                                                                   | Fanny Roos 18,42 m                                                                           |
| Pentathlon       | Nafissatou Thiam 5 055 pts (WR)                                                       | Adrianna Sułek 5 014 pts (NR)                                                                | Noor Vidts 4 823 pts (SB)                                                                    |

## Résultats des finales

### 60 m
| Rang | Athlète            | Pays            | Temps       |
| ---- | ------------------ | --------------- | ----------- |
| 1    | Samuele Ceccarelli | Italie          | 6 s 48      |
| 2    | Marcell Jacobs     | Italie          | 6 s 50 (SB) |
| 3    | Henrik Larsson     | Suède           | 6 s 53 (NR) |
| 4    | Dominik Kopeć      | Pologne         | 6 s 53 (PB) |
| 5    | Ján Volko          | Slovaquie       | 6 s 57 (SB) |
| 6    | Jeremiah Azu       | Grande-Bretagne | 6 s 58      |
| 7    | Markus Fuchs       | Autriche        | 6 s 59 (PB) |
| 8    | Reece Prescod      | Grande-Bretagne | 6 s 64      |

| Rang | Athlète             | Pays            | Temps        |
| ---- | ------------------- | --------------- | ------------ |
| 1    | Mujinga Kambundji   | Suisse          | 7 s 00 (=CR) |
| 2    | Ewa Swoboda         | Pologne         | 7 s 09 (SB)  |
| 3    | Daryll Neita        | Grande-Bretagne | 7 s 12       |
| 4    | Rani Rosius         | Belgique        | 7 s 15 (PB)  |
| 5    | Arialis Martinez    | Portugal        | 7 s 17 (=NR) |
| 6    | Delphine Nkansa     | Belgique        | 7 s 19 (PB)  |
| 7    | Alexandra Burghardt | Allemagne       | 7 s 24       |
| 8    | Jaël Bestué         | Espagne         | 7 s 28       |

### 400 m
| Rang | Athlète         | Pays     | Temps        |
| ---- | --------------- | -------- | ------------ |
| 1    | Karsten Warholm | Norvège  | 45 s 35      |
| 2    | Julien Watrin   | Belgique | 45 s 44 (NR) |
| 3    | Carl Bengtström | Suède    | 45 s 77      |
| 4    | Óscar Husillos  | Espagne  | 46 s 24      |
| 5    | Matěj Krsek     | Tchéquie | 46 s 48      |
|      | Alexander Doom  | Belgique | DNS          |

| Rang | Athlète            | Pays     | Temps        |
| ---- | ------------------ | -------- | ------------ |
| 1    | Femke Bol          | Pays-Bas | 49 s 85      |
| 2    | Lieke Klaver       | Pays-Bas | 50 s 57      |
| 3    | Anna Kiełbasińska  | Pologne  | 51 s 25 (SB) |
| 4    | Susanne Gogl-Walli | Autriche | 51 s 73 (NR) |
| 5    | Lada Vondrová      | Tchéquie | 51 s 73      |
| 6    | Tereza Petržilková | Tchéquie | 52 s 81      |

### 800 m
| Rang | Athlète           | Pays               | Temps         |
| ---- | ----------------- | ------------------ | ------------- |
| 1    | Adrián Ben        | Espagne            | 1 min 47 s 34 |
| 2    | Benjamin Robert   | France             | 1 min 47 s 34 |
| 3    | Eliott Crestan    | Belgique           | 1 min 47 s 65 |
| 4    | Amel Tuka         | Bosnie-Herzégovine | 1 min 47 s 90 |
| 5    | Andreas Kramer    | Suède              | 1 min 48 s 15 |
| 6    | Guy Learmonth     | Grande-Bretagne    | 1 min 48 s 46 |
| 7    | Catalin Tecuceanu | Italie             | 1 min 48 s 54 |
| 8    | Simone Barontini  | Italie             |               |

| Rang | Athlète          | Pays            | Temps              |
| ---- | ---------------- | --------------- | ------------------ |
| 1    | Keely Hodgkinson | Grande-Bretagne | 1 min 58 s 66      |
| 2    | Anita Horvat     | Slovénie        | 2 min 00 s 54      |
| 3    | Agnès Raharolahy | France          | 2 min 00 s 85      |
| 4    | Lorea Ibarzabal  | Espagne         | 2 min 00 s 87 (PB) |
| 5    | Audrey Werro     | Suisse          | 2 min 00 s 91      |
| 6    | Lore Hoffmann    | Suisse          | 2 min 01 s 22 (PB) |
| 7    | Eloisa Coiro     | Italie          | 2 min 02 s 80      |
| 8    | Majtie Kolberg   | Allemagne       | 2 min 03 s 65      |

### 1 500 m
| Rang | Athlète            | Pays            | Temps        |
| ---- | ------------------ | --------------- | ------------ |
| 1    | Jakob Ingebrigtsen | Norvège         | 3:33.95 (CR) |
| 2    | Neil Gourley       | Grande-Bretagne | 3:34.23      |
| 3    | Azeddine Habz      | France          | 3:35.39      |
| 4    | Jesús Gómez        | Espagne         | 3:38.11      |
| 5    | Pietro Arese       | Italie          | 3:38.91 (SB) |
| 6    | Louis Gilavert     | France          | 3:39.54      |
| 7    | Ismael Debjani     | Belgique        | 3:40.06      |
| 8    | Jan Friš           | Tchéquie        | 3:40.86 (SB) |
| 9    | Michał Rozmys      | Pologne         | 3:43.09      |
| 10   | Luke McCann        | Irlande         | 3:44.55      |
| 11   | George Mills       | Grande-Bretagne | 3:51.28      |
|      | Ossama Meslek      | Italie          | DNF          |

| Rang | Athlète           | Pays            | Temps        |
| ---- | ----------------- | --------------- | ------------ |
| 1    | Laura Muir        | Grande-Bretagne | 4:03.40      |
| 2    | Claudia Bobocea   | Roumanie        | 4:03.76 (PB) |
| 3    | Sofia Ennaoui     | Pologne         | 4:04.06 (PB) |
| 4    | Esther Guerrero   | Espagne         | 4:04.86 (PB) |
| 5    | Katie Snowden     | Grande-Bretagne | 4:07.68      |
| 6    | Marta Pen Freitas | Portugal        | 4:07.95 (SB) |
| 7    | Águeda Marqués    | Espagne         | 4:08.72 (PB) |
| 8    | Vera Hoffmann     | Luxembourg      | 4:10.03      |
| 9    | Sintayehu Vissa   | Italie          | 4:10.05      |
| 10   | Hanna Hermansson  | Suède           | 4.10.48      |
| 11   | Ellie Baker       | Grande-Bretagne | 4:10.96      |
|      | Kristiina Mäki    | Slovaquie       | DNF          |

### 3 000 m
| Rang | Athlète            | Pays            | Temps        |
| ---- | ------------------ | --------------- | ------------ |
| 1    | Jakob Ingebrigtsen | Norvège         | 7:40.32 (NR) |
| 2    | Adel Mechaal       | Espagne         | 7:41.75 (SB) |
| 3    | Elzan Bibić        | Serbie          | 7:44.03      |
| 4    | Darragh McElhinney | Irlande         | 7:44.72 (PB) |
| 5    | Charles Grethen    | Luxembourg      | 7:46.65      |
| 6    | Tim Verbaandert    | Pays-Bas        | 6:47.24      |
| 7    | Sam Parsons        | Allemagne       | 7:48.01      |
| 8    | James West         | Grande-Bretagne | 7:48.22      |
| 9    | Jack Rowe          | Grande-Bretagne | 7:48.32      |
| 10   | Robin Hendrix      | Belgique        | 7:50.46      |
| 11   | Mike Foppen        | Pays-Bas        | 7:50.95      |
| 12   | Magnus Tuv Myhre   | Norvège         | 7:51.30 (PB) |
| 13   | Simon Sundström    | Suède           | 7:52.54      |
| 14   | Bastien Augusto    | France          | 8:20.60      |
|      | Emil Danielsson    | Suède           | DQ           |

| Rang | Athlète                 | Pays            | Temps           |
| ---- | ----------------------- | --------------- | --------------- |
| 1    | Hanna Klein             | Allemagne       | 8:35.87 (PB)    |
| 2    | Konstanze Klosterhalfen | Allemagne       | 8:36.50         |
| 3    | Melissa Courtney-Bryant | Grande-Bretagne | 8:41.19         |
| 4    | Nadia Battocletti       | Italie          | 8:44.96 (SB)    |
| 5    | Hannah Nuttall          | Grande-Bretagne | 8:46.30 (PB)    |
| 6    | Maureen Koster          | Pays-Bas        | 8:47.17 (SB)    |
| 7    | Marta Pérez             | Espagne         | 8:49.19         |
| 8    | Maruša Mišmaš-Zrimšek   | Slovénie        | 8:49.98         |
| 9    | Ludovica Cavalli        | Italie          | 8:53.97         |
| 10   | Marta García            | Espagne         | 8:54.92         |
| 11   | Agate Caune             | Lettonie        | 8:56.88 (EU20L) |
| 12   | Camilla Richardsson     | Finlande        | 8:57.13         |
| 13   | Emine Hatun Mechaal     | Turquie         | 9:22.12         |
|      | Yasemin Can             | Turquie         | DNF             |
|      | Mariana Machado         | Portugal        | DNF             |

### 60 m haies
| Rang | Athlète           | Pays            | Temps       |
| ---- | ----------------- | --------------- | ----------- |
| 1    | Jason Joseph      | Suisse          | 7 s 41 (EL) |
| 2    | Jakub Szymański   | Pologne         | 7 s 56      |
| 3    | Just Kwaou-Mathey | France          | 7 s 59      |
| 4    | Lorenzo Simonelli | Italie          | 7 s 59 (PB) |
| 5    | Paolo Dal Molin   | Italie          | 7 s 62      |
| 6    | Krzysztof Kiljan  | Pologne         | 7 s 63      |
| 7    | David King        | Grande-Bretagne | 7 s 71      |
| 8    | Enrique Llopis    | Espagne         | DNF         |

| Rang | Athlète            | Pays     | Temps       |  |
| ---- | ------------------ | -------- | ----------- |  |
| 1    | Reetta Hurske      | Finlande | 7 s 79 (NR) |  |
| 2    | Nadine Visser      | Pays-Bas | 7 s 84 (SB) |  |
| 3    | Ditaji Kambundji   | Suisse   | 7 s 91      |  |
| 4    | Mette Graversgaard | Danemark | 7 s 92 (NR) |  |
| 5    | Laëticia Bapté     | France   | 7 s 97      |  |
| 6    | Sarah Lavin        | Irlande  | 8 s 03      |  |
| 7    | Gréta Kerekes      | Hongrie  | 8 s 03      |  |
| 8    | Maayke Tjin-A-Lim  | Pays-Bas | 8 s 09      |  |

### Relais 4 × 400 m
| Rang | Pays            | Athlètes                                                          | Temps             |
| ---- | --------------- | ----------------------------------------------------------------- | ----------------- |
| 1    | Belgique        | Dylan Borlée Alexander Doom Kévin Borlée Julien Watrin            | 3 min 5 s 83 (EL) |
| 2    | France          | Gilles Biron Téo Andant Victor Coroller Muhammad Abdallah Kounta  | 3 min 6 s 52 (SB) |
| 3    | Pays-Bas        | Isayah Boers Isaya Klein Ikkink Ramsey Angela Liemarvin Bonevacia | 3 min 6 s 59 (SB) |
| 4    | Espagne         | Óscar Husillos Markel Fernández Lucas Búa David García            | 3 min 6 s 87 (SB) |
| 5    | Grande-Bretagne | Ben Higgins Joseph Brier Samuel Reardon Lewis Davey               | 3 min 8 s 61 (SB) |
| 6    | Turquie         | Oğuzhan Kaya Berke Akçam Kubilay Ençü İsmail Nezir                | 3 min 9 s 41 (NR) |

| Rang | Pays            | Athlètes                                                                   | Temps              |
| ---- | --------------- | -------------------------------------------------------------------------- | ------------------ |
| 1    | Pays-Bas        | Lieke Klaver Eveline Saalberg Cathelijn Peeters Femke Bol                  | 3 min 25 s 66 (CR) |
| 2    | Italie          | Alice Mangione Ayomide Folorunso Anna Polinari Eleonora Marchiando         | 3 min 28 s 61 (NR) |
| 3    | Pologne         | Anna Kiełbasińska Marika Popowicz-Drapała Alicja Wrona-Kutrzepa Anna Pałys | 3 min 29 s 31 (SB) |
| 4    | Tchéquie        | Tereza Petržilková Marcela Píriková Nikola Bendová Lada Vondrová           | 3 min 31 s 26 (SB) |
| 5    | Irlande         | Sophie Becker Sharlene Mawdsley Cliodhna Manning Phil Healy                | 3 min 32 s 61 (SB) |
| 6    | Grande-Bretagne | Hannah Kelly Catys McAulay Nicole Kendall Mary Abichi                      | 3 min 32 s 65 (SB) |

### Saut en hauteur
| Rang | Athlète            | Pays      | Marque      |
| ---- | ------------------ | --------- | ----------- |
| 1    | Douwe Amels        | Pays-Bas  | 2,31 m (NR) |
| 2    | Andriy Protsenko   | Ukraine   | 2,29 m      |
| 3    | Thomas Carmoy      | Belgique  | 2,29 m (PB) |
| 4    | Tobias Potye       | Allemagne | 2,26 m      |
| 5    | Norbert Kobielski  | Pologne   | 2,26 m (SB) |
| 6    | Christian Falocchi | Italie    | 2,19 m      |
| 7    | Loïc Gasch         | Suisse    | 2,15 m      |
| 8    | Marco Fassinotti   | Italie    | 2,15 m      |

| Rang | Athlète             | Pays            | Marque      |
| ---- | ------------------- | --------------- | ----------- |
| 1    | Yaroslava Mahuchikh | Ukraine         | 1,98 m      |
| 2    | Britt Weerman       | Pays-Bas        | 1,96 m (NR) |
| 3    | Kateryna Tabashnyk  | Ukraine         | 1,94 m      |
| 4    | Angelina Topić      | Serbie          | 1,94 m      |
| 5    | Yuliya Levchenko    | Ukraine         | 1,94 m      |
| 6    | Christina Honsel    | Allemagne       | 1,91 m      |
| 7    | Morgan Lake         | Grande-Bretagne | 1,86 m      |
| 8    | Daniela Stanciu     | Roumanie        | 1,86 m      |

### Saut en longueur
| Rang | Athlète              | Pays     | Marque      |
| ---- | -------------------- | -------- | ----------- |
| 1    | Miltiádis Tedóglou   | Grèce    | 8,30 m      |
| 2    | Thobias Montler      | Suède    | 8,19 m (SB) |
| 3    | Gabriel Bitan        | Roumanie | 8,00 m      |
| 4    | Bojidar Sarăboyoukov | Bulgarie | 7,97 m (PB) |
| 5    | Radek Juška          | Tchéquie | 7,94 m (SB) |
| 6    | Jaime Guerra         | Espagne  | 7,84 m      |
| 7    | Erwan Konaté         | France   | 7,65 m      |
| 8    | Lazar Anić           | Serbie   | 2,48 m      |

| Rang | Athlète               | Pays        | Marque      |
| ---- | --------------------- | ----------- | ----------- |
| 1    | Jazmin Sawyers        | Royaume-Uni | 7,00 m (WL) |
| 2    | Larissa Iapichino     | Italie      | 6,97 m (NR) |
| 3    | Ivana Vuleta          | Serbie      | 6,91 m      |
| 4    | Malaika Mihambo       | Allemagne   | 6,83 m      |
| 5    | Alina Rotaru-Kottmann | Roumanie    | 6,62 m      |
| 6    | Annik Kälin           | Suisse      | 6,61 m      |
| 7    | Khaddi Sagnia         | Suède       | 6,57 m      |
| 8    | Evelise Veiga         | Portugal    | 6,36 m      |

### Saut à la perche
| Rang | Athlète               | Pays      | Marque      |
| ---- | --------------------- | --------- | ----------- |
| 1    | Sondre Guttormsen     | Norvège   | 5,80 m      |
| 2    | Emmanouíl Karalís     | Grèce     | 5,80 m      |
| 2    | Piotr Lisek           | Pologne   | 5,80 m (SB) |
| 4    | Torben Blech          | Allemagne | 5,80 m      |
| 5    | Ethan Cormont         | France    | 5,70 m      |
| 6    | Claudio Stecchi       | Italie    | 5,70 m      |
| 7    | Pål Haugen Lillefosse | Norvège   | 5,60 m      |
| 8    | Ben Broeders          | Belgique  | 5,60 m      |
| 9    | Bo Kanda Lita Baehre  | Allemagne | 5,40 m      |

| Rang | Athlète             | Pays     | Marque      |
| ---- | ------------------- | -------- | ----------- |
| 1    | Wilma Murto         | Finlande | 4,80 m (NR) |
| 2    | Tina Šutej          | Slovénie | 4,75 m      |
| 3    | Amálie Švábíková    | Tchéquie | 4,70 m      |
| 4    | Ekateríni Stefanídi | Grèce    | 4,60 m      |
| 5    | Margot Chevrier     | France   | 4,60 m      |
| 6    | Angelica Moser      | Suisse   | 4,45 m      |
| 7    | Michaela Meijer     | Suède    | 4,45 m      |
| 8    | Roberta Bruni       | Italie   | 4,25 m      |

### Triple saut
| Rang | Athlète                | Pays        | Marque       |
| ---- | ---------------------- | ----------- | ------------ |
| 1    | Pedro Pichardo         | Portugal    | 17,60 m (NR) |
| 2    | Nikólaos Andrikópoulos | Grèce       | 16,58 m (SB) |
| 3    | Max Heß                | Allemagne   | 16,57 m (SB) |
| 4    | Tiago Pereira          | Portugal    | 16,51 m (SB) |
| 5    | Nazim Babayev          | Azerbaïdjan | 16,50 m (SB) |
| 6    | Tobia Bocchi           | Italie      | 16,39 m      |
| 7    | Dimítrios Tsiámis      | Grèce       | 16,39 m      |
| 8    | Benjamin Compaoré      | France      | 16,11 m      |
| 9    | Batuhan Çakir          | Turquie     | 16,02 m      |

| Rang | Athlète           | Pays      | Marque       |
| ---- | ----------------- | --------- | ------------ |
| 1    | Tuğba Danışmaz    | Turquie   | 14,31 m (NR) |
| 2    | Dariya Derkach    | Italie    | 14,20 m      |
| 3    | Patrícia Mamona   | Portugal  | 14,16        |
| 4    | Ottavia Cestonaro | Italie    | 14,08 m      |
| 5    | Neja Filipič      | Slovénie  | 13,92 m      |
| 6    | Dovilė Kilty      | Lituanie  | 13,92 m (SB) |
| 7    | Kira Wittmann     | Allemagne | 13,79 m      |
| 8    | Maja Åskag        | Suède     | 13,64 m      |

### Lancer du poids
| Rang | Athlète          | Pays               | Marque       |
| ---- | ---------------- | ------------------ | ------------ |
| 1    | Zane Weir        | Italie             | 22,06 m (NR) |
| 2    | Tomáš Staněk     | Tchéquie           | 21,90 m      |
| 3    | Roman Kokoshko   | Ukraine            | 21,84 m (NR) |
| 4    | Filip Mihaljević | Croatie            | 21,43 m      |
| 5    | Bob Bertemes     | Luxembourg         | 21,00 m      |
| 6    | Marcus Thomsen   | Norvège            | 20,66 m      |
| 7    | Mesud Pezer      | Bosnie-Herzégovine | 19,94 m      |
| 8    | Leonardo Fabbri  | Italie             | NM           |

| Rang | Athlète           | Pays      | Marque       |
| ---- | ----------------- | --------- | ------------ |
| 1    | Auriol Dongmo     | Portugal  | 19,76 m (EL) |
| 2    | Sara Gambetta     | Allemagne | 18,83 m (SB) |
| 3    | Fanny Roos        | Suède     | 18,42 m      |
| 4    | Jessica Inchude   | Portugal  | 18,33 m      |
| 5    | Jessica Schilder  | Pays-Bas  | 18,29 m      |
| 6    | Anita Márton      | Hongrie   | 18,28 m (SB) |
| 7    | Dimitriana Bezede | Moldavie  | 17,98 m (SB) |
| 8    | Julia Ritter      | Allemagne | 17,89 m      |

### Heptathlon / Pentathlon
| Rang | Athlète                   | Pays      | Points         |
| ---- | ------------------------- | --------- | -------------- |
| 1    | Kevin Mayer               | France    | 6 348 pts (EL) |
| 2    | Sander Skotheim           | Norvège   | 6 318 pts (NR) |
| 3    | Risto Lillemets           | Estonie   | 6 079 pts (SB) |
| 4    | Manuel Eitel              | Allemagne | 6 047 pts (PB) |
| 5    | Jorge Ureña               | Espagne   | 5 966 pts      |
| 6    | Ondřej Kopecký            | Tchéquie  | 5 792 pts      |
| 7    | Tim Nowak                 | Allemagne | 5 727 pts (SB) |
| 8    | Marcus Nilsson            | Suède     | 5 677 pts (SB) |
| 9    | Makenson Gletty           | France    | 5 133 pts      |
| 10   | Hans-Christian Hausenberg | Estonie   | 4 992 pts(SB)  |
|      | Kai Kazmirek              | Allemagne | DNF            |
|      | Maicel Uibo               | Estonie   | DNF            |
|      | Dario Dester              | Italie    | DNF            |
|      | Simon Ehammer             | Suisse    | DNF            |

| Rang | Athlète          | Pays            | Points         |
| ---- | ---------------- | --------------- | -------------- |
| 1    | Nafissatou Thiam | Belgique        | 5 055 pts (WR) |
| 2    | Adrianna Sułek   | Pologne         | 5 014 pts (NR) |
| 3    | Noor Vidts       | Belgique        | 4 823 pts (SB) |
| 4    | Sofie Dokter     | Pays-Bas        | 4 493 pts (SB) |
| 5    | Xénia Krizsán    | Hongrie         | 4 499 pts      |
| 6    | Holly Mills      | Grande-Bretagne | 4 551 pts (SB) |
| 7    | Saga Vanninen    | Finlande        | 4 440 pts      |
| 8    | Sveva Gerevini   | Italie          | 4 363 pts      |
| 9    | Kate O'Connor    | Irlande         | 4 353 pts      |
| 10   | Marijke Esselink | Pays-Bas        | 4 299 pts (PB) |
| 11   | Bianca Salming   | Suède           | 4 191 pts      |
| 12   | Yuliya Loban     | Ukraine         | 4 091 pts      |
| -    | Léonie Cambours  | France          | DNF            |

## Tableau des médailles
- Pays organisateur ( Turquie)

| Rang | Nation      | Or | Argent | Bronze | Total |
| ---- | ----------- | -- | ------ | ------ | ----- |
| 1    | Norvège     | 4  | 1      | 0      | 5     |
| 2    | Pays-Bas    | 3  | 3      | 1      | 7     |
| 3    | Royaume-Uni | 3  | 1      | 2      | 6     |
| 4    | Italie      | 2  | 4      | 0      | 6     |
| 5    | Belgique    | 2  | 1      | 3      | 6     |
| 6    | Portugal    | 2  | 0      | 1      | 3     |
| 6    | Suisse      | 2  | 0      | 1      | 3     |
| 8    | Finlande    | 2  | 0      | 0      | 2     |
| 9    | France      | 1  | 2      | 3      | 6     |
| 10   | Allemagne   | 1  | 2      | 1      | 4     |
| 11   | Grèce       | 1  | 2      | 0      | 3     |
| 12   | Ukraine     | 1  | 1      | 2      | 4     |
| 13   | Espagne     | 1  | 1      | 0      | 2     |
| 14   | Turquie     | 1  | 0      | 0      | 1     |
| 15   | Pologne     | 0  | 4      | 3      | 7     |
| 16   | Slovénie    | 0  | 2      | 0      | 2     |
| 17   | Suède       | 0  | 1      | 3      | 4     |
| 18   | Tchéquie    | 0  | 1      | 1      | 2     |
| 18   | Roumanie    | 0  | 1      | 1      | 2     |
| 20   | Serbie      | 0  | 0      | 2      | 2     |
| 21   | Estonie     | 0  | 0      | 1      | 1     |

## Tableau de classement des finalistes
Le classement est déterminé en fonction des points attribués aux huit premières places. Huit points sont attribués à une 1re place, sept points à une 2e place, et ainsi de suite jusqu'à un point attribué à une 8e place
| Rang | Pays            | 1er | 1er | 2e | 2e   | 3e | 3e  | 4e | 4e  | 5e | 5e  | 6e | 6e  | 7e | 7e  | 8e | 8e  | Total |
| Rang | Pays            | Pl  | Pts | Pl | Pts  | Pl | Pts | Pl | Pts | Pl | Pts | Pl | Pts | Pl | Pts | Pl | Pts | Total |
| ---- | --------------- | --- | --- | -- | ---- | -- | --- | -- | --- | -- | --- | -- | --- | -- | --- | -- | --- | ----- |
| 1    | Italie          | 2   | 16  | 4  | 28   | 0  | 0   | 3  | 15  | 2  | 8   | 3  | 9   | 2  | 4   | 4  | 4   | 84    |
| 2    | Grande-Bretagne | 3   | 24  | 1  | 7    | 2  | 12  | 0  | 0   | 3  | 12  | 4  | 12  | 2  | 3,5 | 2  | 2   | 72,5  |
| 3    | Pays-Bas        | 3   | 24  | 3  | 21   | 1  | 6   | 1  | 5   | 1  | 4   | 2  | 6   | 1  | 2   | 1  | 1   | 69    |
| 4    | Allemagne       | 1   | 8   | 2  | 14   | 1  | 6   | 4  | 20  | 0  | 0   | 1  | 3   | 4  | 8   | 2  | 2   | 61    |
| 5    | France          | 1   | 8   | 2  | 14   | 3  | 18  | 0  | 0   | 3  | 12  | 1  | 3   | 1  | 2   | 1  | 1   | 58    |
| 6    | Pologne         | 0   | 0   | 4  | 27,5 | 3  | 18  | 1  | 5   | 1  | 4   | 1  | 3   | 0  | 0   | 0  | 0   | 57,5  |
| 7    | Belgique        | 2   | 16  | 1  | 7    | 3  | 18  | 1  | 5   | 0  | 0   | 2  | 6   | 2  | 4   | 1  | 1   | 57    |
| 8    | Espagne         | 1   | 8   | 1  | 7    | 0  | 0   | 5  | 25  | 1  | 4   | 1  | 3   | 2  | 4   | 1  | 1   | 52    |
| 9    | Norvège         | 4   | 32  | 1  | 7    | 0  | 0   | 0  | 0   | 0  | 0   | 1  | 3   | 1  | 2   | 1  | 1   | 45    |
| 10   | Portugal        | 2   | 16  | 0  | 0    | 1  | 6   | 2  | 10  | 1  | 4   | 1  | 3   | 0  | 0   | 2  | 2   | 41    |

## Nations participantes
593 athlètes issus de 47 nations membres de l'Association européenne d'athlétisme participent à cette compétition. Le nombre d'athlètes engagés est indiqué entre parenthèses.
- Albanie (1)
- Allemagne (32)
- Andorre (2)
- Arménie (2)
- Autriche (3)
- Azerbaïdjan (2)
- Belgique (22)
- Bosnie-Herzégovine (3)
- Bulgarie (5)
- Croatie (6)
- Chypre (4)
- Danemark (9)
- Espagne (32)
- Estonie (6)
- Finlande (21)
- France (42)[36]
- Géorgie (2)
- Gibraltar (2)
- Grande-Bretagne (32)
- Grèce (19)
- Hongrie (16)
- Islande (2)
- Irlande (16)
- Italie (50)
- Kosovo (2)
- Lettonie (3)
- Lituanie (6)
- Luxembourg (5)
- Malte (2)
- Moldavie (1)
- Monaco (1)
- Monténégro (1)
- Macédoine du Nord (2)
- Norvège (21)
- Pays-Bas (33)
- Pologne (28)
- Portugal (22)
- Roumanie (14)
- Saint-Marin (2)
- Serbie (12)
- Slovaquie (3)
- Slovénie (12)
- Suède (21)
- Suisse (23)
- Tchéquie (17)
- Turquie (20)
- Ukraine (11)

## Légende
Records et Performances
- AR : Record continental (area record)
- CR : Record des championnats (championship record)
- MR : Record du meeting (meet record)
- NR : Record national (national record)
- OR : Record olympique (olympic record)
- PR : Record paralympique (paralympic record)
- PB : Record personnel (personal best)
- SB : Meilleure performance personnelle de la saison (season's best)
- WL : Meilleure performance mondiale de l'année (world leader)
- WJR : Record du monde junior (world junior record)
- WR : Record du monde (world record)

Circonstances et Conditions
- DNF : N'a pas terminé (did not finish)
- DNS : N'a pas pris le départ (did not start)
- DQ : Disqualification (disqualification)
- NM : Aucun essai valable enregistré (No Mark)
- Q : Qualifié « directement » au prochain tour (ou à la prochaine compétition), lors d'une compétition majeure, grâce au classement ou à la réalisation des minima (automatic qualifier)
- q : Qualifié au prochain tour (ou à la prochaine compétition), lors d'une compétition majeure, grâce au repêchage ou à la réalisation de l'une des meilleures performances parmi celles des « non qualifiés directement » (grâce au meilleur temps ou à la meilleure distance par exemple) (secondary qualifier)